# Estatuilla de Thor de Eyrarland
La Estatuilla de Thor de Eyrarland también conocida como Estatua de Eyrarland, es una pequeña figura de bronce que representa al dios escandinavo Thor (el dios del trueno) que fue encontrada en Islandia.

## Descripción
Es una estatua sedente de alrededor de 6.4 cm, datada aproximadamente en el año 1000. La estatua fue descubierta en 1815 o 1816 en una de las dos granjas de Eyrarland en las inmediaciones de Akureyri en el norte de Islandia. Existe cierta controversia en torno al significado de esta imagen, ya que la estatua puede representar al dios nórdico Thor y/o puede ser una pieza de juego.  
Si el objeto fuese correctamente identificado como Thor, este estaría representado en esta estatuilla con su martillo Mjöllnir en la iconografía típica islandesa, es decir con el martillo en forma de cruz, esto se ha venido identificando con un sincretismo nórdico-cristiano. Se ha sugerido que la estatuilla se relaciona con una escena de Þrymskviða, en donde Thor recupera su martillo mientras está sentado, sujetándolo con ambas manos durante una ceremonia de boda.
En la actualidad la estatuilla de Eyrarland es el objeto más destacado del Museo Nacional de Islandia situado en Reikiavik, la capital islandesa.